# Тофтегор, Яльте
Яльте Тофтегор (дат. Hjalte Toftegaard; род. 25 июня 2006, Рингстед, Дания) — датский футболист, полузащитник клуба «Хорсенс».

## Клубная карьера
Яльте начинал карьеру в скромном «Рингстеде», откуда перебрался в академию клуба «Нествед». В 2021 году он перешёл в юношескую команду «Хорсенс». 15 марта 2023 года полузащитник подписал с этим клубом свой первый профессиональный контракт сроком на 2 сезона. Через 2 месяца, 7 мая состоялся дебют игрока в Суперлиге Дании: он вышел на замену вместо Давида Крусе на 83-й минуте встречи с «Ольборгом». Это была единственная игра Яльте в первом сезоне на взрослом уровне.
По итогам сезона 2022/23 «Хорсенс» вылетел в первый дивизион, и Яльте стал активно привлекаться к матчам этого турнира. 3 ноября 2023 года он впервые вышел в стартовом составе «Хорсенс», проведя 73 минуты в матче с «ХБ Кёге», и запомнившись не только взрослой игрой, но и первой голевой передачей. Через 3 недели, 24 ноября Яльте забил первый гол в карьере, поразив ворота «Хельсингёра». В январе 2024 года игрок продлил контракт с клубом до лета 2026 года. Всего он принял участие в 15 матчах первой датской лиги сезона 2023/24, отметившись 1 забитым мячом.
В сезоне 2024/25 новым главным тренером «Хорсенс» стал Мартин Ретов, при котором Яльте был переведён обратно в юношескую команду клуба. В первой половине сезона он сыграл за взрослую команду только игру в Кубке Дании против «Кьеллерупа», состоявшуюся 7 августа 2024 года.

## Международная карьера
Яльте представлял Данию на юношеском уровне в 2024 году. 22 марта он дебютировал в составе юношеской сборной Дании (до 18 лет), отыграв 9 минут в товарищеской игре против сверстников из Марокко. Свою следующую игру с юношеской сборной Грузии (до 18 лет), состоявшуюся 24 марта, Яльте начал в стартовом составе и провёл на поле 69 минут. Всего полузащитник принял участие в 4 международных встречах.